# جان بنتلی (دانشمند رایانه)
جان لوئیس بنتلی (انگلیسی: Jon Bentley)؛ (زاده ۲۰ فوریه ۱۹۵۳) یک دانشمند رایانه آمریکایی است که به ایجاد الگوریتم پارتیشن‌بندی مبتنی بر اکتشافی درخت کی‌دی نسبت داده می‌شود.

## تحصیلات و حرفه
بنتلی در سال ۱۹۷۴ مدرک کارشناسی علوم ریاضی را از دانشگاه استنفورد و مدرک کارشناسی ارشد و دکترا را در سال ۱۹۷۶ از دانشگاه کارولینای شمالی در چاپل هیل دریافت کرد. زمانی که دانشجو بود، دوره‌های کارآموزی را در مرکز تحقیقات زیراکس پالو آلتو و مرکز شتاب‌دهنده خطی استنفورد گذراند.‌ پس از دریافت مدرک دکترا، به عنوان استادیار علوم رایانه و ریاضیات به هیئت علمی دانشگاه کارنگی ملون پیوست. در دانشگاه کارنگلی ملون، شاگردان او شامل برایان رید ، جان اوسترهات ، جف اپینگر ، جاشوا بلوخ و جیمز گاسلینگ بودند و او یکی از مشاوران چارلز لیزرسون بود. بعداً، بنتلی به آزمایشگاه‌های بل نقل مکان کرد، جایی که با همکاری داگ مک‌ایلروی، یک الگوریتم مرتب‌سازی سریع بهینه‌سازی شده را نوشت.
او یک راه حل بهینه برای حالت دو بعدی مسئله اندازه‌گیری کلی پیدا کرد: با توجه به مجموعه‌ای‌ از n مستطیل، مساحت اتحاد آنها را پیدا کنید. او و توماس اوتمن الگوریتم بنتلی-اتمن را اختراع کردند، یک الگوریتم کارآمد برای یافتن تمام جفت‌های متقاطع در میان مجموعه‌ای از پاره‌های خط. او ستون برنامه‌نویسی مروارید را برای مجله ارتباطات ACM نوشت و بعداً مقالات را در دو کتاب به همین نام جمع‌آوری کرد.
در سال ۱۹۸۲، بنتلی به مرکز تحقیقات علوم رایانه در آزمایشگاه‌های بل نقل مکان کرد، جایی که او عضو برجسته کارکنان فنی بود. در این دوره او زبان‌های مختلفی را توسعه داد، تحقیقات الگوریتمی خود را ادامه داد و نرم‌افزارها و محصولات مختلفی را برای سیستم‌های ارتباطی توسعه داد. او با همکاری داگلاس مک ایلروی یک الگوریتم مرتب‌سازی سریع بهینه‌سازی شده را نوشت.
او در سال ۲۰۰۱ آزمایشگاه‌های بل را ترک کرد و تا سال ۲۰۱۳ در آزمایشگاه‌های آوایا کار کرد. در این دوره سیستم‌های ارتباطی سازمانی را توسعه داد. او یک راه حل بهینه برای حالت دو بعدی مسئله اندازه‌گیری کلی پیدا کرد، با نام : با توجه به مجموعه‌ای از محدوده‌های مستطیل، مساحت اتحاد آنها را پیدا کنید. او و توماس اوتمان الگوریتم بنتلی-اتمن را اختراع کردند، الگوریتمی کارآمد برای یافتن تمام جفت‌های متقاطع در میان مجموعه‌ای از پاره‌های خط.
او ستون برنامه‌نویسی مروارید را برای مجله انجمن ماشین‌های حسابگر نوشت و بعداً مقالات را در دو کتاب به همین نام در سال‌های ۱۹۸۶ و ۱۹۸۸ گردآوری کرد.
بنتلی در سال ۲۰۰۴ جایزه عالی دکتر داب در برنامه‌نویسی را دریافت کرد.

## زندگی شخصی
او کوهنوردی است که بیش از صد قله ۴۰۰۰ فوتی در شمال شرقی ایالات متحده را صعود کرده است.